# Szent Mihály-templom (Berat)
A Szent Mihály-templom (albán Kisha e Shën Mëhillit) a 14. században épült görögkeleti templom az albániai Berat 2008 óta világörökségi védelmet élvező történelmi városrészében. A templom a Mangalem nevű városrész legmagasabb részén, a várfok alatt, az Osum folyó felé meredeken futó, nehezen megközelíthető hegyoldalban áll. 1948-ban védett műemlékké nyilvánították, 1971-ben megerősítették védett státusát.
A történeti városrész három legrégebbi fennmaradt templomának egyike (a másik kettő a Szentháromság- és a Blakhernai Szűz Mária-templom). A  késő bizánci stílusban épült templom az építés helyszínéül szolgáló szűk sziklaplató miatt kis alapterületű. Alaprajza görög kereszt alakú, a naosz (gyülekezeti tér) középpontja felett magas, ablakokkal tagolt dobkupola koronázza az épületet. Nyugatról egy kisebb narthex (előcsarnok) határolja, a templom adütonja (szentélyrésze) keleti tájolású. Falszerkezetét váltakozó kő- és vöröstégla-sávok jellemzik (ún. cloisonné stílus). Belső terében töredékes freskók láthatóak. Mellette áll a Szent Konstantin-kápolna, valamint egy kő harangláb.